# IC 5074
IC 5074 је спирална галаксија у сазвјежђу Паун која се налази на листи објеката дубоког неба у Индекс каталогу.
Деклинација објекта је - 63° 9' 12" а ректасцензија 21h 1m 0,6s. Привидна величина (магнитуда) објекта IC 5074 износи 13,7 а фотографска магнитуда 14,6. IC 5074 је још познат и под ознакама ESO 107-1, IRAS 20569-6320, PGC 65902.